# Milhac-de-Nontron
Milhac-de-Nontron är en kommun i departementet Dordogne i regionen Nouvelle-Aquitaine i sydvästra Frankrike. Kommunen ligger i kantonen Saint-Pardoux-la-Rivière som tillhör arrondissementet Nontron. År 2022 hade Milhac-de-Nontron 512 invånare.

## Befolkningsutveckling
Antalet invånare i kommunen Milhac-de-Nontron
Referens:INSEE